# Wallaskay János
Wallaskay János (néhol: Vallaszkay, illetve Wallaszkay; Felsőszabadi, 1709. szeptember 14. – Pest, 1766. december 23.) magyar orvos, alkimista volt.

## Származása, családja

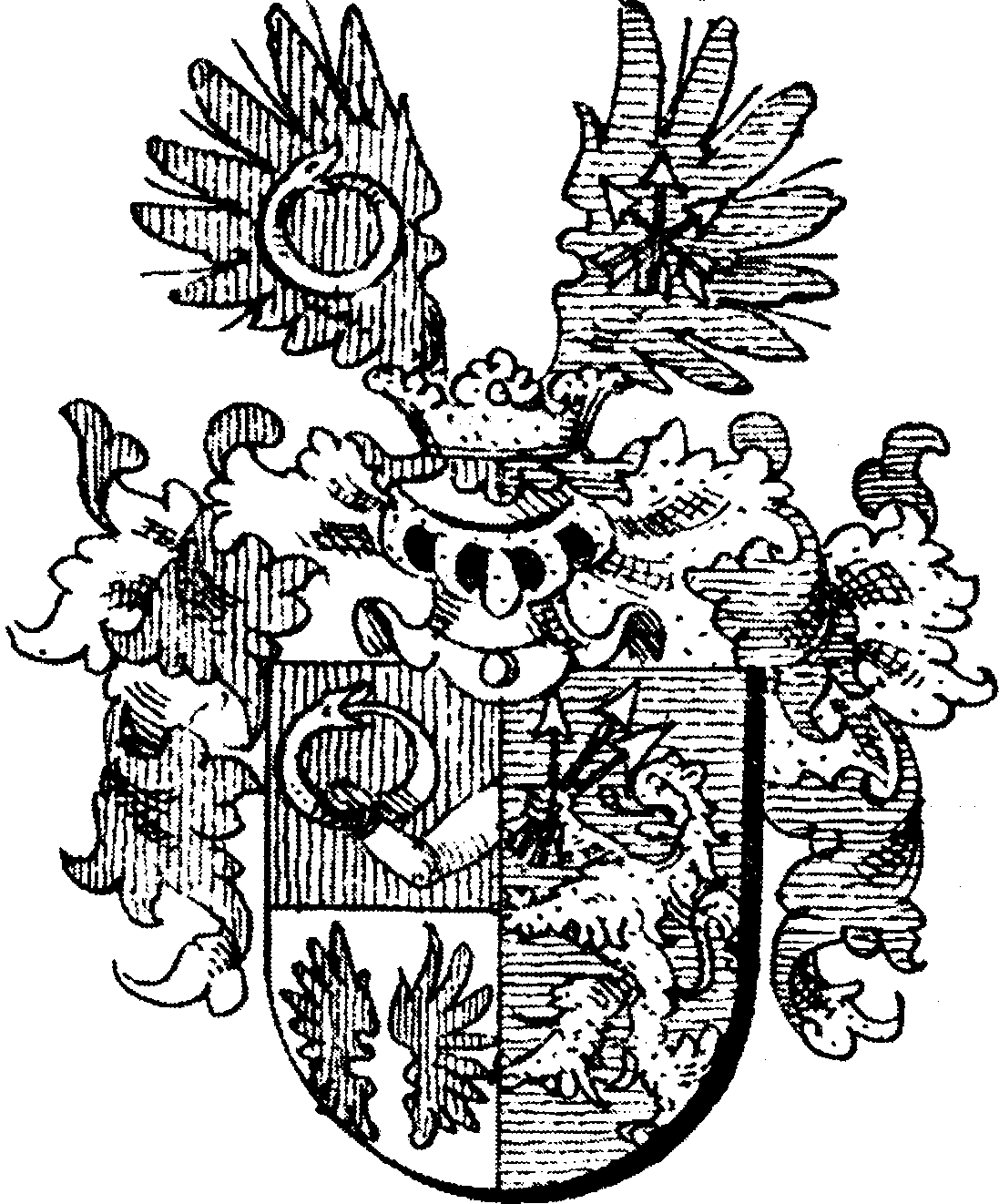
A Wallaskay-család nemesi címere

Wallaskay János valaszkai kisnemesi családból származott, akinek dédapja a Garam folyó völgyéig portyázó törökök ellen hajtott végre feljegyzésre méltó haditetteket. Nemességüket 1752-ben Mária Terézia megerősítette és új címert is adományozott nekik. Apja, Wallaskay Gergely volt, aki a Nógrád vármegyei Acsán kapott evangélikus lelkipásztori állást, így az egész család János születése után hamarosan ideköltözött. Wallaskay Jánosnak két testvére is volt, egyikük a később Győrben ügyvédként tevékenykedő Wallaskay Márton, másikuk Wallaskay Éva, aki Glosius Dániel sziráki evangélikus lelkész felesége lett. Az ő gyermekeik, János unokaöccsei Glosius Sámuel és Glosius Mihály voltak, akikről – sógora és nővére halála után – apaként gondoskodott, színvonalas oktatást biztosítva számukra. Sámuel szintén orvos lett és 1782-től Pest vármegye tisztiorvosa volt.
Agglegény életet élt, sem felesége, sem gyermeke nem volt.

## Tanulóévek
Alsóbb iskoláiról egyelőre nem ismeretes konkrétum, de magyarországi tanulmányait a Pozsonyi Evangélikus Líceumban fejezte be. Innen származott ismeretsége Tomka Szászky Jánossal, Gömöry Dáviddal és Bél Mátyással is. Ezután az akkori Hallei Egyetemre(de) járt és 1734-ben orvosi diplomát szerzett. Doktori disszertációja az úton levők, vándorlók betegségeiről szólt és józan szemléletet tükrözött, a korban elterjedt babonaságok nélkül. 1736 február 17-én "Columbus" néven felvették a Leopoldina Német Természettudományos Akadémia tagjai közé. 1738 szeptemberében már Pozsonyban találjuk, ahol Bél Mátyás naplói szerint 1740-ig élt és vele együtt alkimista kísérleteket folytatott.

## Orvosi praxisa

### Bécsben
Wallaskay 1740 augusztusától Bécsben a mai Lugeck 7. számú ház helyén állott "Grosser Federlhof", korábban "Laslahaus" néven ismert ódon házban lakott. Ez a ház nemcsak hatemeletes középkori lakótornyáról volt nevezetes, hanem arról is, hogy 1713—1714-ben itt lakott a filozófus, rózsakeresztes Gottfried Wilhelm Leibniz, de korábban állítólag már a szintén orvos és alkimista Paracelsus is megfordult falai között. Wallaskay – mai kifejezéssel – háziorvosi praxist alakított ki, mely jól jövedelmezett számára, ugyanakkor nem csak jómódúakat, hanem szegényeket is ellátott. Jobb módú pácienseihez házhoz ment, akár hosszabb utazásokat is tett. Többször járt Magyarországon és Erdélyben is. Alkimista szenvedélyének is hódolt és tetemes könyvtárát is itt gyűjtötte egybe.
Bécsből kényszerből kellett távoznia, ugyanis Mária Terézia, tanácsadóira hallgatva, olyan intézkedéseket fogadott el, mely alapján csak olyanok folytathattak praxist, akik a bécsi egyetemen végeztek. Mivel a bécsi egyetem csak katolikusok előtt volt nyitott, azért Wallaszkay lehetetlen helyzetbe került, protestánsként nem dolgozhatott, új diplomát pedig nem szerezhetett. Mivel átkeresztelkedni nem óhajtott és mentesítését célzó folyamodványai sem értek el eredményt, ezért 1752 elején el kellett hagynia Ausztriát. 1752-re tudott megtelepedni végül Pesten.

### Pesten
Pesten Wallaskay rögtön letelepedésekor Beniczky István házában bérelt egy összesen hat szobából és mellékhelyiségekből álló lakást, amely a mai Kossuth Lajos utca és Petőfi Sándor utca sarkán, a ferencesek templomával szemközt állt. Élete végéig itt lakott, nem vásárolt magának saját házat. A fentebb már említett új nemeslevelét és címerét is itt kapta meg, Pestre költözésének első évében. A címerben – érdekességképpen – egy farkába harapó, ún. Uroborosz kígyó is található, mely egyrészt az orvoslásra, másrészt az alkímiára is utal.
Pesten hamar kiépült praxisa, mivel akkoriban csekély számú orvos működött a városban. Pacientúrájába olyan nemesi családok tartoztak bele, mint a Grassalkovichok, Eszterházyak, Batthyányak, de az ország távolabbi helyeiről is folyamatosan kapta a megkereséseket, így pl. Pécsről, Nagyváradról, Szegedről is. Lakásában komoly műkincs- és könyvritkaság-gyűjteményt halmozott fel. Birtokában volt számos orvos és alkimista írásainak, így Paracelsus, Avicenna, Hippokratész, Galénosz, Raimundus Lullus, Basilius Valentinus munkáinak, egyeseknek ősnyomtatvány formájában. E páratlan hagyaték végül a bécsi Hofbibliothek-ba (ma: Österreichische Nationalbibliothek(de)) került.

## Alkimista tevékenysége
Bél Mátyással, Gömöry Dáviddal, az ismert alkimistákkal folytatott levelezései, az általuk hátrahagyott, Wallaskayt érintő, életrajzi feljegyzések egy misztika iránt érdeklődő, ugyanakkor cselekvő, kísérletező, a világot saját tapasztalásaiból megismerni akaró ember képét tárják elénk. Hogy tagja is volt-e bármilyen rózsakeresztes szervezetnek, ez egyelőre nem bizonyított, ugyanakkor nem zárható ki. A rózsakeresztes elnevezésű fokozatot is magában foglaló ún. "lovagi szabadkőművesség" már jelen volt a Habsburg Birodalomban, ugyanakkor az Arany- és Rózsakereszt Rendje első magyarországi páholyalapítására csak Wallaskay halála után került sor. További kutatás, s ezen belül az irathagyaték teljes átvizsgálása adhat választ többek közt arra is, hogy valóban rózsakeresztes volt-e Wallaskay — miként azt Weszprémi István szerint barátai gyanították.